# Trojićke (rejon bielajewski)
Trojićke – wieś na Ukrainie, w obwodzie odeskim, w rejonie odeskim. W 2001 roku liczyła 5185 mieszkańców.